# Bagrat V d'Imerezia
Bagrat V di Imerezia, in georgiano ბაგრატ V? (Kutaisi, 1620 – Kutaisi, 1681), è stato re d'Imerezia (1660-1661; 1663-1668; 1669-1678;1679-1681).

## Biografia
Figlio primogenito di Alessandro III d'Imerezia e della sua prima moglie, Bagrat V succedette al trono alla morte di suo padre nel 1660. La sua influente matrigna Darejan gli fece sposare una sua nipote, Ketevan. Ad ogni modo, l'anno successivo, fu la stessa Darejan a rompere quest'unione e ad offrirsi personalmente quale sposa per Bagrat. Al rifiuto del sovrano, Darejan lo fece arrestare ed accecare. La regina vedova quindi si risposò con l'aristocratico minore, Vakhtang Tchutchunashvili, il quale venne incoronato come sovrano al suo fianco. Questa mossa portò molti nobili all'opposizione al governo, facendo sì che chiedessero il supporto degli ottomani e dei mingreliani per restaurare Bagrat. Darejan venne esiliata ad Akhaltsikhe.
Nel 1668, Bagrat venne nuovamente detronizzato dal partito di Darejan col supporto militare del pascià di Akhaltsikhe. Ad ogni modo, sia Darejan che il suo favorito vennero uccisi poco dopo, e Bagrat reclamò la corona nel 1669. Questi fatti vennero guardati da vicino dalla corte di Tbilisi. Re Vakhtang V Shahnawaz di Cartalia, la coi cooperazione coi sovrani persiani gli permise di allungare il suo controllo sull'intera Georgia orientale, accampandosi in Imerezia e incoronando suo figlio Archil come re d'Imerezia nel 1678. Su pressione degli ottomani, ad ogni modo, Archil venne presto richiamato in patria e Bagrat venne nuovamente posto sul trono nel 1679.

## Famiglia
Bagrat si sposò tre volte. La sua prima moglie fu Ketevan, figlia del Principe Davide di Cachezia, da cui dovette divorziare nel 1661. In seconde nozze sposò Tatia, figlia di Costantino I, principe di Mukhrani, e ripudiò questa unione nel 1663 per sposare la sorella di questa, Tamar (m. 1683). Ebbe due figli e tre figlie:
- Alessandro IV (m. 1695), nato da una concubina, fu re d'Imerezia dal 1691 al 1695.
- Principe Giorgio (1676–1678), nato da Tamar di Mukhrani.
- Principessa Darejan (m. dopo il 1726), che sposò il principe Giorgio III Gurieli (m. 1684), il principe Paata Abashidze (m. 1684) e poi Papuna II, Duca di Rach'a (m. 1696).
- Principessa Mariam (m. c. 1726), che sposò il principe Iese Chikovani (m. c. 1703) e Shoshita III, Duca di Rach'a (m. 1729).
- Principessa Tinatin (1678–1760), che sposò il principe Giorgi Gurieli e poi il principe Levan IV Dadiani (m. 1691). Divenne monaca col nome di Nino nel 1704 e seguì Vakhtang VI di Cartalia nel suo esilio in Russia nel 1724.